# Ottertail (Minnesota)
Ottertail est une ville américaine située dans le Comté d'Otter Tail, dans le Minnesota. Selon le recensement de 2010, sa population est de 572 habitants.